# Енциклопедія права
 Енциклопедія права  — дисципліна, яка містить викладення загальних положень юриспруденції та загальний огляд окремих юридичних наук.

## Загальна характеристика
Даний предмет вивчався тривалий час на юридичних факультетах в Європі поряд з теорією і філософією права, будучи необхідним введенням у вивчення права.
Потреба в енциклопедії права, як особливому предметі викладання, була викликана необхідністю повідомити слухачам попередні відомості про право, різні його галузі та методи його вивчення, а також дати їм деякий філософський базис для подальшої наукової роботи, цільний синтез сучасних загальних вчень про право, як підставу для вивчення окремих правових дисциплін.
А. Котельников зазначав, що «на юридичному факультеті вивчення позитивного законодавства прийнято попередньо вивчати енциклопедію права». Ця наука, слугуючи введенням в коло юридичних наук, повинна дати, звичайно, ясне і точне визначення права; пояснити, що таке «юридична норма» «юридичний інститут», з'ясувати розподіл права, джерела його; визначити суб'єкт і об'єкт науки; вказати на форми розвитку і припинення різних форм права і інше і інше. Наступною за енциклопедією права, вважає він, повинна йти історія походження законодавчих пам'яток країни. Тільки після цього юрист може перейти до докладного вивчення чинного в країні законодавства.
Пізніше енциклопедію права стали розглядати як короткий виклад всіх спеціальних юридичних наук.

## Історія становлення
Виникнення енциклопедії права відносять до XVI століття, коли з'являється безліч творів методологічного і систематичного характеру. обнімали всі галузі права. Це й зумовлює появу енциклопедії права.
Першою книгою, що мала назву енциклопедія права, був твір Г. Гунніуса 1638 року. У 1640 р. У Франкфурті-на-Майні виходить відома енциклопедія права І. Форбурга, яка складалась із юридичного словника та зібрання юридичних правил.
Наприкінці XVIII — на початку XIX ст. енциклопедія права викладається практично в усіх юридичних вищих закладах Європи і претендує на статус самостійної науки. У той час її називали «наукою наук».
У Російській імперії (у тому числі в Україні) наприкінці XVIII ст. розпочинається викладання енциклопедії права, а Університетським статутом 1835 р. запроваджується обов'язковий курс «Енциклопедія законознавства та російських державних законів».
У 1839—1840 рр. видається відома «Енциклопедія законознавства» К. Неволіна, також з'являється роботи Н. Реннекампфа "Нариси юридичної енциклопедії 1868 року, Є Трубецького "Лекція з енциклопедії права 1907 року.

## Зміст та наукове значення дисципліни
Склад і зміст цього предмета, як і його наукове значення, визначалися по різному. Згідно зі статутом 1835 року енциклопедія права складалася з двох частин: енциклопедія юридичних і політичних наук, історія філософії права.
Побудова філософської енциклопедії права взагалі стояло в тісному зв'язку із загальним розвитком філософського вивчення права: розквіт чи занепад останнього відбивається і на послідовності узагальнень енциклопедії права. Коли представники історичної школи заперечували необхідність філософського узагальнення історичних явищ, енциклопедія права знову ставала збіркою елементарних відомостей про право, що повідомляються в тому чи іншому обсязі або тій чи іншій системі, на розсуд укладача.
Енциклопедія права була, таким чином, або коротким переліком і оглядом всього складу юридичних наук, що викладались на юридичних факультетах, або спеціальною дисципліною філософського характеру, науковий ступінь якої залежить цілком від закладених в її основу філософських або соціологічних передумов. У першому випадку енциклопедія права наближалася до звичайного складу всяких енциклопедій, обширних або коротких, бажаючих орієнтувати читача в колі певних дисциплін або цілих наукових областей; в другому вона абсолютно зливалася з філософією права.
Відсутність власного предмета і методу не дозволяло енциклопедії права піднятися до рівня самостійної наукової дисципліни. Замість неї, новою подібною всеохопною загальною науковою дисципліною стає теорія права, яка поступово складається на її основі у другій половині XIX ст.
У той же час, зазнавши певної модифікації, енциклопедія права зберегла своє значення в сучасних умовах, ставши свого роду необхідною допомогою національному праву. Саме в такому вигляді вона представлена в західній літературі («Американське право»; «Введення в німецьке право»; «Єврейське право» тощо).
Наприкінці XIX ст. енциклопедія права стала однією з дисциплін, що склали підґрунтя формування нової науки — теорії права.